# Liste des sites Natura 2000 de l'Allier
Cet article recense les sites Natura 2000 de l'Allier, en France.

## Statistiques
L'Allier compte 23 sites classés Natura 2000. 18 bénéficient d'un classement comme site d'importance communautaire, 5 comme zones de protection spéciale.

## Liste
| Site                                                            | Type | Superficie (ha) | Fiche     | Coordonnées                      | Photo |
| --------------------------------------------------------------- | ---- | --------------- | --------- | -------------------------------- | ----- |
| Basse Sioule                                                    | SIC  | +00593,         | FR8301017 | 46° 15′ 36″ nord, 3° 16′ 47″ est |       |
| Bois-Noirs                                                      | SIC  | +00417,         | FR8301045 | 45° 56′ 39″ nord, 3° 36′ 24″ est |       |
| Bords de Loire entre Iguerande et Decize                        | SIC  | +11 473,        | FR2601017 | 46° 30′ 31″ nord, 3° 51′ 40″ est |       |
| Coteaux de Château-Jaloux                                       | SIC  | +0 0006,        | FR8301018 | 46° 05′ 55″ nord, 3° 06′ 01″ est |       |
| Étang de la Racherie                                            | SIC  | +00016,         | FR8301029 | 46° 21′ 43″ nord, 3° 26′ 21″ est |       |
| Étangs de Sologne bourbonnaise                                  | SIC  | +00234,         | FR8301014 | 46° 34′ 12″ nord, 3° 35′ 10″ est |       |
| Forêt de Tronçais                                               | SIC  | +01 149,        | FR8301021 | 46° 38′ 57″ nord, 2° 41′ 36″ est |       |
| Forêt des Colettes                                              | SIC  | +00766,         | FR8301025 | 46° 11′ 47″ nord, 3° 00′ 24″ est |       |
| Gîtes de Hérisson                                               | SIC  | +00255,         | FR8302021 | 46° 30′ 43″ nord, 2° 42′ 14″ est |       |
| Gîtes de Laprugne                                               | SIC  | +0 0002,        | FR8302006 | 45° 59′ 24″ nord, 3° 45′ 31″ est |       |
| Gorges de la Sioule                                             | SIC  | +03 577,        | FR8301034 | 45° 59′ 57″ nord, 2° 52′ 52″ est |       |
| Gorges du Haut-Cher                                             | SIC  | +00942,         | FR8301012 | 46° 15′ 59″ nord, 2° 34′ 13″ est |       |
| Massif forestier des Prieurés : Moladier, Bagnolet et Messarges | SIC  | +02 946,        | FR8302022 | 46° 30′ 30″ nord, 3° 16′ 00″ est |       |
| Mine de fluorine de Busset                                      | SIC  | +0 0001,        | FR8302005 | 46° 01′ 24″ nord, 3° 30′ 39″ est |       |
| Monts de la Madeleine                                           | SIC  | +00228,         | FR8301019 | 46° 00′ 32″ nord, 3° 48′ 02″ est |       |
| Rivières à écrevisses à pattes blanches                         | SIC  | +01 164,        | FR8301096 | 44° 55′ 14″ nord, 3° 50′ 47″ est |       |
| Vallée de l'Allier Nord                                         | SIC  | +04 207,        | FR8301015 | 46° 29′ 52″ nord, 3° 19′ 44″ est |       |
| Vallée de l'Allier Sud                                          | SIC  | +01 938,        | FR8301016 | 46° 11′ 24″ nord, 3° 25′ 04″ est |       |
| Gorges de la Sioule                                             | ZPS  | +26 070,        | FR8312003 | 46° 01′ 01″ nord, 2° 47′ 48″ est |       |
| Sologne bourbonnaise                                            | ZPS  | +22 274,        | FR8312007 | 46° 35′ 08″ nord, 3° 35′ 19″ est |       |
| Val d'Allier Bourbonnais                                        | ZPS  | +18 093,        | FR8310079 | 46° 20′ 28″ nord, 3° 20′ 40″ est |       |
| Val d'Allier Saint-Yorre-Joze                                   | ZPS  | +05 650,        | FR8312013 | 45° 56′ 39″ nord, 3° 23′ 17″ est |       |
| Vallée de la Loire d'Iguerande à Decize                         | ZPS  | +24 770,        | FR2612002 | 46° 30′ 30″ nord, 3° 50′ 45″ est |       |